# 伊藤市平

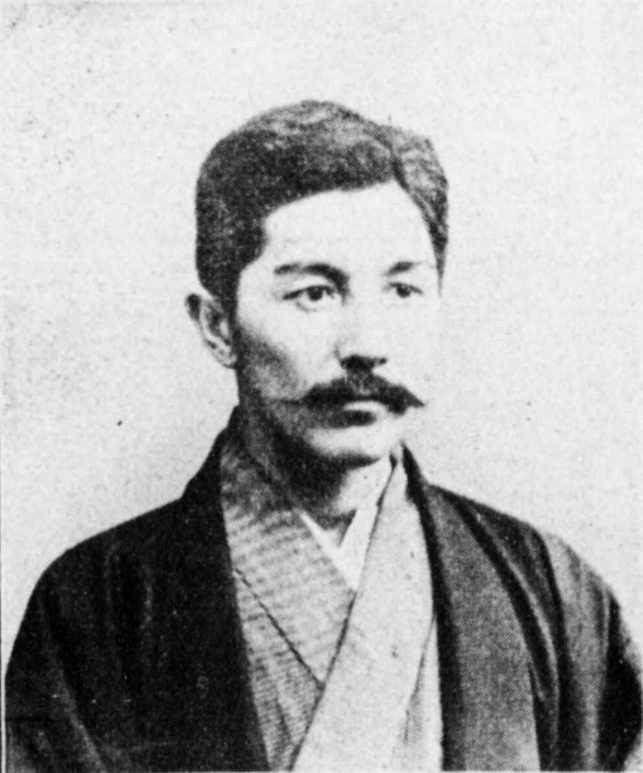
伊藤市平

伊藤 市平（いとう いちへい、1862年9月3日（文久2年8月10日） - 1923年（大正12年）12月31日）は、明治時代の政治家、実業家、銀行家。衆議院議員（1期）。

## 経歴
伊藤長重郎の子。遠江国麁玉郡宮口村（現・静岡県浜松市浜名区宮口）出身。1881年（明治14年）7月、浜松中学校を卒業後上京し同人社に入るが1883年（明治16年）7月、退学する。東京専門学校に転じ1886年（明治19年）7月、卒業をもって帰郷し1888年（明治21年）2月、静岡県茶業組合連合会議員となり、1890年（明治23年）2月には静岡県会議員に当選した。ほか同副議長、同参事会員、中央茶業組合会議所議員、関東茶業会本部主事、宮口銀行頭取、宮口委託監査役などを歴任した。
1902年（明治35年）8月の第7回衆議院議員総選挙では静岡県郡部から憲政本党所属で出馬し当選。衆議院議員を1期務めた。
伊藤は山岡鉄舟から一刀正傳無刀流剣術、田子信重から天神真楊流柔術を学んでいる。

## 親族
- 父：伊藤長重郎（静岡県会議員、宮口郵便局長）[3]